# Lancia plumbealis
Lancia plumbealis là một loài bướm đêm trong họ Crambidae.